# Giulio Antonio Santori
Giulio Antonio Santori, o Santoro o anche Santorio (Ercole di Caserta, 6 giugno 1532 – Roma, 9 maggio 1602), è stato un cardinale italiano.

## Biografia
Era figlio di Leonardo Santorio e di Carmosina Baratucci, entrambi originari di famiglie che vantavano una lunga tradizione forense. Nacque ad Ercole, frazione di Caserta, che tuttavia era sotto la giurisdizione dell'arcidiocesi di Capua.
Suo nonno paterno Carlo era stato assassinato vent'anni prima ed i Santorio erano stati costretti a lasciare la città, rifugiandosi a Gravina di Puglia, feudo della potente famiglia Acquaviva. Rientrati a Caserta, si vendicarono: lo zio Pasquale uccise pubblicamente gli assassini del padre. Il padre Leonardo, avvocato al servizio degli Acquaviva, conti di Caserta, seguì i destini politici di quella famiglia che, poiché era filo-francese, nella guerra franco-spagnola che interessò anche il Regno di Napoli, nel 1528 cadde in disgrazia in seguito alla vittoria spagnola, con la conseguente perdita di buona parte dei suoi beni.
A soli otto anni Giulio Antonio fu avviato alla carriera ecclesiastica a Teano, dove era stato istruito dallo zio materno, con la consacrazione in Duomo avvenuta il 26 dicembre del 1540. Nel 1547 era a Napoli a studiare grammatica sotto Luigi Antonio Zompa detto il Sidicino, proprio quando la città si rivoltava contro il tentativo del viceré don Pedro di Toledo di introdurre un'Inquisizione a immagine di quella spagnola, ossia mirante a perseguire gli avversari politici del governo, oltre che a perseguitare gli eretici. Porterà per tutta la vita le cicatrici di quella rivolta: fu infatti ferito, pur non gravemente, dalle schegge di una cannonata sparata dal castello di Sant'Ermo.
L'anno successivo iniziò gli studi universitari, rifuggendo dalle allegre compagnie studentesche e determinato a «vivere bene et christianamente, come feci, con mortificare il senso della carne insultante». Suoi professori furono Tiberio Parisio e Felice di Sarno; seguirà poi i corsi di diritto tenuti da un noto giurista bolognese incaricato a Napoli dal 1543, Giovanni Bolognetti.
Un lungo soggiorno nella casa paterna di Caserta, nel 1552, gli consentì di scrivere il trattato anti-ereticale Pro confutatione articulorum et haeresum recentiorum Haereticorum et pseudo-apostolorum, ex Utriusque Testamenti textu decerpta, rimasto manoscritto: in tre libri espone la dottrina cattolica, i problemi controversistici con i riformati ed il culto ortodosso, dichiarando infine la necessità di combattere le eresie.
La Chiesa, paragonata all'arca di Noè, attraversa le acque del diluvio ma resta salda malgrado «sedizione, eresia, scisma e delitti». Ribadita la sua autorità, cui devono inchinarsi anche i re e i principi, rintraccia nella «superbia» la radice dell'eresia, «nefando delitto contro Dio»; gli eretici devono essere uccisi dai magistrati e dai giudici. È necessario che le pene siano irrogate pubblicamente, perché «la pena di uno solo deve essere timore di molti, affinché gli altri edificati dall'esempio della pena, abbandonino l'eresia o la neghino e abiurino, o almeno non la insegnino».
Il Santorio rintraccia la giustificazione della pena riservata agli eretici in più passi nel Vecchio Testamento: per esempio, «la guerra spirituale degli eretici e scismatici contro la Chiesa di Dio è raffigurata graficamente e dipinta in Giudici 20-21. Si raccolgono in una sola Chiesa per giudicare e decidere su delitti ed eresie». Quanto al Nuovo Testamento, Santorio nega che il passo di Luca 9,59 possa intendersi come un divieto alla punizione degli eretici: piuttosto, secondo lui, è l'affermazione che le condanne debbano essere eseguite dalle autorità civili.
Presi gli ordini minori a Napoli il 21 dicembre 1552, Santorio si laureò in utroque iure nel 1553 e iniziò a esercitare l'avvocatura, attività che lo obbligò più volte a recarsi a Roma, dove amava assistere alle pubbliche cerimonie di abiura di eretici che si tenevano nella chiesa dei domenicani alla Minerva, annotando e commentando i fatti in brevi appunti, che anni dopo raccoglierà in un manoscritto rimasto inedito.

### Ministero sacerdotale
Il 1º gennaio 1557 fu ordinato sacerdote e parroco della chiesa casertana di Sant'Orso d'Ercole; nel 1559 fu nominato vicario del vescovo Agapito Bellomo, incarico che gli valse anche la funzione di inquisitore della diocesi di Caserta. Era l'anno della morte di Paolo IV, accolta con giubilo da molti romani che assalirono le carceri di Tor Savella, di Tor di Nona, del Campidoglio e di Ripetta, liberando i detenuti e distruggendo gli incartamenti inquisitoriali. Era anche l'anno del grande auto da fé di Valladolid, a cui assistette re Filippo II, commentando il Santorio che ai «condannati al fuogo e alla morte che gridavano misericordia e clemenza, il savissimo e giustissimo Re rispose, questa è la vera misericordia che voi meritate de la Catholica fé, e laceratori de la religione, recevete il meritato gastigo, perché la misericordia d'Iddio è che soi nemici siano puniti, essendovi voi alienati de la condizione de' Christiani, non sete degni di ricevere né profano uso di clemenza, né sentire il frutto della pietà christiana. Talmente che molti e molti furono bruggiati e giustiziati, e puniti com'heretici, il che diede bonissimo conforto a catholici ch'el Prencipe religiosissimo vendicava l'ingiuria pubblica de la fede e diede gran spavento a gli heretici et Apostati».
Egli organizzava con molto ordine e disciplina le sue giornate: la recita dell'officio la mattina, lo studio degli incartamenti giudiziari e i vari affari nel pomeriggio, la lettura di Paolo e del vangelo di Matteo la sera; al martedì e al giovedì era riservato lo studio della storia e delle lettere. La stessa insofferenza per il disordine e l'amore per la precisione è dimostrata dagli avvisi che metteva alla porta del suo studio: «Tu che vuoi da noi una risposta, di' presto cosa vuoi, fatti, desideri, lamentele», mentre le donne dovevano parlare stando sul gradino d'ingresso, ché tanto «Giulio ascolta e mai una donna varcò il nostro ingresso».
Zelante nel suo nuovo incarico, tanto da provare «tanta gioia et allegrezza, che bramava essere ucciso per la fede cattolica», fu alle prese con l'eresia evangelica diffusa in Terra di Lavoro - da Napoli a Caserta - riguardo alla quale il Santorio scrisse essere stata propagata, dopo l'insegnamento del Valdés a Napoli, dal frate agostiniano Lorenzo Romano il quale, costretto nel 1554 a fuggire a Roma, vi fu arrestato e abiurò. Una prima repressione effettuata dall'Inquisizione diocesana portò nel maggio del 1552 al processo di Capua, nel quale furono giudicati 117 imputati: due i bruciati al rogo, Iacobetto Gentile e Vincenzo Gentile, 27 condannati al carcere e gli altri esiliati o liberati.
Le inchieste e la repressione proseguirono fino al 1564: esse coinvolsero personalità di rilievo, come Galeazzo Caracciolo, fuggito a Ginevra, e Gian Francesco Alois, già compagno di studi del Santorio  proprietario di latifondi nella provincia di Caserta e letterato imparentato con i Caracciolo: arrestato e condotto a Roma, abiurò il 23 dicembre 1552 senza tuttavia abbandonare la propria fede calvinista. Nel 1562 infatti, mentre uno zio del Santorio, il prete Pietro Cirillo, «heretico et amico intimo del barone» Consalvo Bernaudo, era costretto a fuggire in Svizzera, l'Alois fu nuovamente fatto arrestare nell'ottobre del 1562 dal nuovo commissario generale del Sant'Uffizio, il domenicano calabrese Giovanni Luigi Campagna: processato e torturato insieme con il nobile di Aversa Giovanni Bernardino Gargano, il 4 marzo 1564 furono entrambi condannati alla decapitazione - e non direttamente al rogo, in virtù delle loro origini nobili - in piazza del Mercato, a Napoli, e i cadaveri furono bruciati e le ceneri disperse.
Al processo aveva partecipato anche il Santorio, che dal settembre 1563 era stato trasferito stabilmente presso l'Inquisizione di Napoli, coadiuvando il Campagna insieme con fra Valerio Malvicino e con il canonico Prospero Vitaliano. Conseguenza della condanna fu il sequestro dei beni dell'Alois e del Gargano, che innescò la rivolta dell'aristocrazia napoletana, sospettosa che le inchieste dell'Inquisizione fossero un pretesto per spogliarla dei propri beni a vantaggio del fisco del Vicereame e delle casse del Sant'Uffizio, oltre che per regolare conti di natura politica.
Degna di menzione per l'eco in ambito accademico che ebbe è la vicenda di Domenico Scandella detto Menocchio, resa nota dallo storico Carlo Ginzburg nel saggio Il formaggio e i vermi. Il cosmo di un mugnaio del '500, pubblicato nel 1976.
Il Santorio, in occasione della seconda condanna dello Scandella, venne prontamente informato e, in una sua lettera del 14 agosto 1599, qualificò «gravissima» la vicenda, esigendo copia degli incartamenti processuali. La sentenza era stata emessa e prevedeva la condanna a morte di Menocchio, ma sull'opportunità di eseguirla l'inquisitore friulano sembrava avere dubbi, espressi in una lettera spedita a Roma il 5 settembre 1599. La risposta del Santori, il 30 ottobre, non lasciò alternative: «...non manchi di procedere con quella diligenza che ricerca la gravità della causa, a ciò che non vada impunito de' suoi orrendi et essecrandi eccessi, ma co 'l debito et rigoroso castigo sia essempio agli altri in coteste parti: però non manchi di esseguirlo con ogni sollecitudine et rigore di animo». Era questa, scriveva il Santori, anche la volontà di Clemente VIII.
Il 13 novembre il cardinale insistette: «Non manchi Vostra Reverentia di procedere nella causa di quel contadino della diocese di Concordia, inditiato di haver negata la virginità della beatissima sempre Vergine Maria, la divinità di Christo signor nostro, et la providentia di Dio [...] esseguisca virilmente tutto quello che conviene secondo i termini di giustitia».
Da questo momento, di Domenico Scandella detto Menocchio parlano ancora soltanto due documenti: un atto notarile del 26 gennaio 1600 definisce Menocchio «defunto», mentre un certo Donato Serotino, interrogato il 6 luglio 1601 dall'inquisizione friulana, afferma di essere stato a Pordenone poco dopo che vi era stato «giustitiato [...] il Scandella».
Successivamente Santorio fu accusato di tramare una congiura per assassinare papa Pio IV, ma dall'accusa fu scagionato grazie all'intervento dei cardinali Carlo Borromeo e Michele Ghislieri, due futuri santi. Quest'ultimo divenuto papa con il nome di Pio V, nominò il Santorio ciambellano privato e consultore del Sant'Uffizio.

### Ministero episcopale e cardinalato
Il 6 marzo 1566 fu eletto arcivescovo di Santa Severina e fu consacrato vescovo il 12 marzo seguente nella Cappella Paolina del Palazzo Apostolico dal cardinale Scipione Rebiba, patriarca titolare di Costantinopoli, assistito da Annibale Caracciolo, vescovo di Isola e Giacomo de Giacomelli, vescovo emerito di Belcastro. Durante il suo episcopato istituì il seminario diocesano.
Il 17 maggio 1570 lo stesso papa Pio V lo creò cardinale e il 9 giugno seguente ricevette il titolo di San Bartolomeo all'Isola.
Il 5 febbraio 1571 Pio V lo nominò abate commendatario dell'abbazia di San Giovanni in Fiore, che era vacante per la morte di Ferdinando Rota, ricoprendo la carica fino al 1583. Nel 1576, fece compilare la nuova Platea dei beni badiali, che dà l'idea dello stato dei luoghi a quel tempo. Il cardinale fece stilare inoltre un elenco accurato dei documenti che giacevano presso il monastero trasmettendo ai posteri la quantità, la qualità e l'entità dei privilegi acquisiti dalla congregazione florense fondata da Gioacchino da Fiore. Al tempo di Gregorio XIII, considerando che la popolazione si era molto accresciuta, Santorio stabilì che con i proventi dell'abbazia a lui affidata si costruisse fuori dal convento la chiesa parrocchiale sotto il titolo di Santa Maria delle Grazie, che esiste ancora, dove esercitava la cura delle anime per mezzo di un suo vicario. Poiché, in verità un solo vicario era inadeguato a svolgere il compito, ne fu aggiunto un altro…».
Nel 1573, dopo che aveva rassegnato le dimissioni dall'incarico arcivescovile, lasciandolo al fratello Francesco Antonio, fu nominato primo rettore del Collegio dei Greci. L'istituzione del Collegio segnò un nuovo approccio della Santa Sede verso il caso dei fedeli italiani di rito bizantino, che fino ad allora si era cercato di convertire al rito latino. Come arcivescovo di Santa Severina, Santorio aveva avuto giurisdizione sulle comunità calabresi di rito bizantino ed era al corrente dei problemi pastorali con i sacerdoti di rito latino: in assenza di un sacerdote del loro rito, i fedeli rifiutavano i sacramenti.
Fu anche il primo rettore del Collegio dei Neofiti (1577). Divenne successivamente prefetto della Sacra Congregazione del Sant'Uffizio e in questa veste assistette a processi importanti: quelli contro il cardinale Giovanni Morone, contro Giordano Bruno, contro Tommaso Campanella e contro Enrico IV di Francia. Il 25 novembre 1584 consacrò la Chiesa del Gesù a Roma. Nel 1586 diede alle stampe un libro liturgico ad uso dei sacerdoti, che è il fondamento dell'attuale Rituale Romano. Papa Clemente VIII gli offrì la scelta tra la cattedra arcivescovile di Napoli e l'incarico di Penitenziere Apostolico e il cardinale scelse quest'ultimo ufficio l'8 febbraio 1592 e lo mantenne fino alla morte.
Il 20 febbraio 1595 optò per il titolo di Santa Maria in Trastevere e il 18 agosto 1597 optò per l'ordine dei cardinali vescovi ed ebbe la sede suburbicaria di Palestrina. Nel 1599 divenne primo prefetto della neoeretta Congregazione super negotiis Sanctae Fidei et Religionis Catholicae, che successivamente diventerà la Congregazione di Propaganda Fide. Scrisse numerosi libri sulla liturgia, la storia, il diritto canonico e un'autobiografia, edita postuma nel 1890. Morì a Roma e fu sepolto nella basilica di San Giovanni in Laterano, nella cappella che aveva fondato, opera di Onorio Longhi.

## Conclavi
Durante il suo cardinalato partecipò a cinque conclavi:
- 1585, che elesse Papa Sisto V,
- primo del 1590, che elesse Papa Urbano VII
- secondo del 1590, che elesse Papa Gregorio XIV,
- 1591, che elesse Papa Innocenzo IX,
- 1592, che elesse Papa Clemente VIII.

Non prese parte invece a quello del 1572, che elesse papa Gregorio XIII.

## Genealogia episcopale e successione apostolica
La genealogia episcopale è:
- Cardinale Scipione Rebiba
- Cardinale Giulio Antonio Santorio

La successione apostolica è:
- Vescovo Giovanni Agostino Campanile (1567)
- Arcivescovo Andrea Minucci (1568)
- Vescovo Giovanni Battista Santoni (1568)
- Vescovo Serafino Fortibraccia, O.P. (1569)
- Vescovo Prospero Vitaliani (1569)
- Vescovo Gregorio Forbicini (1572)
- Arcivescovo Ottavio Mirto Frangipani (1572)
- Arcivescovo Francesco Antonio Santorio (1573)
- Vescovo Gaspare Cenci (1574)
- Vescovo Dermot O'Cleary, O.F.M.Obs. (1574)
- Arcivescovo Massimiliano Palombara (1574)
- Vescovo Giovanni Paolo Marincola (1576)
- Vescovo Giovanni Battista Soriani, O.Carm. (1576)
- Vescovo Giovanni Battista Ansaldo (1576)
- Vescovo Giovanni Bernardino Grandopoli (1576)
- Arcivescovo Vincenzo Cutelli (1577)
- Vescovo Miguel Thomàs de Taxaquet (1577)
- Arcivescovo Mario Bolognini (1579)
- Vescovo Flaminio Filonardi (1579)
- Vescovo Pietro Orsini (1580)
- Vescovo Girolamo Bentivoglio (1580)
- Vescovo Giulio Monaco (1580)
- Vescovo Domenico Petrucci (1582)
- Vescovo Nicola Stridoni, O.Cruc. (1582)
- Vescovo Leonardo Abela (1582)
- Arcivescovo Scipione Gesualdo (1585)
- Cardinale Enrico Caetani (1585)
- Vescovo Fabrizio Gallo (1585)
- Vescovo Giulio Masetti (1585)
- Vescovo Antonello de Folgore (1585)
- Vescovo Enrico Cini, O.F.M.Conv. (1586)
- Patriarca Giovanni Battista Albani (1586)
- Vescovo José Esteve Juan (1586)
- Cardinale Girolamo Bernerio, O.P. (1586)
- Vescovo Pietro Ridolfi, O.F.M.Conv. (1587)
- Vescovo Bonaventura Bellemo, O.F.M.Obs. (1587)
- Vescovo Antonio de Marchi (1588)
- Vescovo Camillo Gualandi (1588)
- Arcivescovo Giovanni Battista Costanzo (1591)
- Vescovo Scipione Spina (1591)
- Vescovo Napoleone Comitoli (1591)
- Vescovo Claudio de Curtis (1592)
- Vescovo Nicolò Stizzìa (1594)
- Vescovo Placido della Marra (1595)
- Vescovo Giulio Doffi, O.P. (1595)
- Vescovo Emanuele Quero Turillo (1597)
- Vescovo Alberto Drago, O.P. (1599)